# HSBC Building Hongkong
Het HSBC Building is een wolkenkrabber in Hongkong werd ontworpen door Sir Norman Foster en is een voorbeeld van high-techarchitectuur en postmodernisme. Het staat aan Statue Square in Central Hongkong. De bouw duurde van 1983 tot 1985 en het gebouw was tot 1993 het hoofdkantoor van de Britse bank HSBC. Vanaf dat moment verplaatste deze bank haar hoofdkantoor naar Londen en werd deze wolkenkrabber het regionale hoofdkantoor.
Het gebouw wordt 's nachts fel verlicht omdat het gebouw onderdeel is van A Symphony of Lights, de grootste permanente lichtshow ter wereld, waarbij een groot aantal wolkenkrabbers in het centrum van Hongkong verlicht wordt.